# Betty Howe
Pour les articles homonymes, voir Howe.
Betty Howe (née le 23 mai 1895 à New York, morte le 21 juin 1969 à New York) est une actrice américaine du cinéma muet.

## Biographie
Sans aucune expérience de la scène, elle rejoint les Studios Vitagraph en 1916. En 1918, elle forme avec l'acteur canadien Edward Earle la société de production Earle-Howe, filiale de Vitagraph. Elle apparaît dans plusieurs films muets, dont Mr. Jack, a Hallroom Hero (1916), Mr. Jack Trifles (1916), Mr. Jack Hires a Stenographer (1916), Fathers of Men (1916) The Alibi (1916), Beatrice Fairfax (1916), The Scarlet Runner (1916), For France (1917) The Blind Adventure (1918),, The Lie (1918),, To Hell with the Kaiser! (1918), Wolves of Kultur (1918), As a Man Thinks (1919), The Woman of His Dream (1921), A Man of Stone (1921), et Breaking Home Ties (1922).

## Filmographie
- 1916 : The Scarlet Runner de Wally Van et William P. S. Earle
- 1918 : The Blind Adventure de Wesley Ruggles
- 1918 : The Lie de  J. Searle Dawley
- 1918 : To Hell with the Kaiser! de George Irving